# Joana Neves
Joana Maria Jaciara da Silva Neves Euzébio (Natal, 14 de fevereiro de 1987 – São Paulo, 18 de março de 2024) foi uma nadadora paralímpica brasileira. 

## Carreira
Conhecida como Peixinha, Joana nasceu com um tipo de nanismo e entrou na natação aos 10 anos de idade orientada por um médico para tratar da fraqueza nos ossos. Começou a competir com 13 anos e aos 14 já participou de seu primeiro torneio internacional.
Conquistou a medalha de bronze nos Jogos Paralímpicos de 2012 em Londres nos 50m borboleta, duas pratas e um bronze nos Jogos Paralímpicos de Verão de 2016 no Rio de Janeiro e um bronze nos Jogos Paralímpicos de Verão de 2020 em Tóquio, representando o Brasil na categoria 4x50 livre misto ao lado de Daniel Dias, Patrícia Santos e Talisson Glock.
Além das medalhas olímpicas, Joana soma diversas conquistas na carreira, como a prata nos 50m borboleta e bronze nos 50m livre no Mundial de Londres 2019; ouro nos 50m livre, 100m livre, 50m borboleta e nos 200m livre, prata nos 200m medley e bronze no revezamento 4x100m livre nos Jogos Parapan-Americanos de 2019 em Lima; prata nos 50m livre no Mundial do México, em 2017; cinco medalhas de ouro nos Jogos Parapan-Americanos de 2015 em Toronto.
Joana ainda conquistou dois ouros e um bronze no Mundial de Glasgow 2015; três bronzes no Mundial de Montreal 2013; quatro ouros nos Jogos Parapan-Americanos de 2011 em Guadalajara; uma prata e um bronze no Mundial da Holanda 2010.
Em 2015, Joana foi eleita Melhor Nadadora Paralímpica do Brasil no Troféu Best Swimming.
Faleceu na madrugada do dia 18 de março de 2024, em Natal, vítima de uma parada cardiorrespiratória.